# Tumulus de Kermain
Le tumulus de Kermain (ou tombeau du roi Morvan, ou tumulus de Minez Collober,) est un tumulus de l'Âge du bronze situé à Langonnet, dans le Morbihan, en France.

## Situation
Le tumulus forme un bosquet situé à environ 460 m à vol d'oiseau du hameau de Kermain.

## Description
Il s'agit d'un tumulus en terre d'environ 4 m de haut pour une circonférence d'environ 100 m (soit un diamètre d'une trentaine de mètres). Des éléments de la chambre sépulcrale subsistent encore en son sein.
L'édifice est daté de l'Âge du bronze,.

## Protection
Le tumulus a été classé au titre des monuments historiques par décret du 12 septembre 1946.

## Légende
Des légendes locales attestent que cette butte est le tombeau de Morvan Lez-Breizh, souverain breton du début du IXe siècle.